# 巴拉望树鼩
巴拉望树鼩（学名：Tupaia palawanensis）是菲律宾巴拉望岛特有的树鼩，分布于海平面至海拔1,400米的地方。该物种的种群数量被认为是稳定的。以前，它被认为是普通树鼩的一个亚种。

## 栖息地和生态学
该物种出现在富含淡水和河流的丛林中。它也可以在农业区找到，例如，腰果和椰子农场、灌木丛地区和伐木区。该物种没有任何已知的威胁。